# Роламб, Луиза
Луиза Роламб (швед. Louise Rålamb, полное имя  Louise Elisabeth Charlotte Rålamb, урождённая Tamm; 1875—1967) — шведская дворянка, придворная дама, обергофмейстерина, масон.

## Биография
Родилась 27 мая 1875 года в городе Лёте и была седьмым ребёнком в семье землевладельца Уго Петруса Персиваля Тамма (Hugo Petrus Parcival Tamm) от первого брака с баронессой Терезой аф Углас (Therese af Ugglas). 

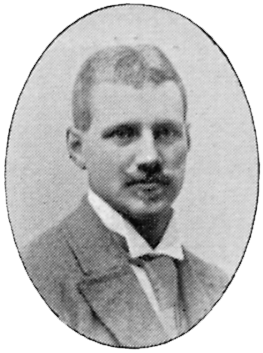
Клас Эрик Роламб

4 января 1896 года Луиза вышла замуж за Класа Эрика Роламба, художника и скульптора, служившего при королевском дворе. 
С 1938 по 1950 год она была обергофмейстериной при короле Густаве V и с 1950 по 1956 год — при королеве Луизе Маунтбеттен, жене Густава VI Адольфа.
Умерла 31 октября 1967 года в Стокгольме.
Была удостоена наград: 
- орден Полярной звезды (командор Большого креста, 1952),
- орден Оранского дома (Большой крест),
- Королевский Викторианский орден (дама Большого креста).